# Тасбих

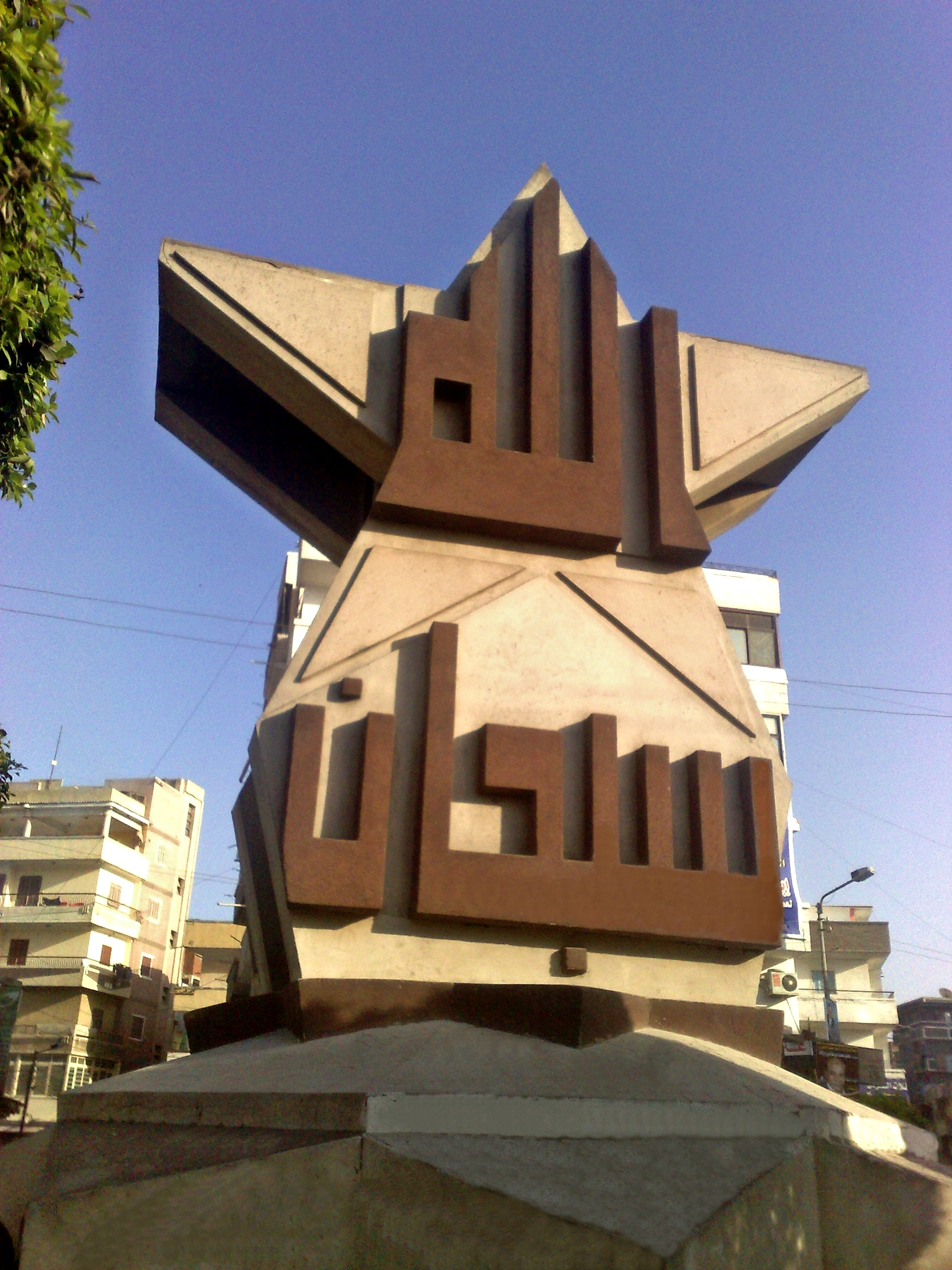
Монумент в виде надписи «субхан-Аллах» в Дисуке (Египет)

Тасби́х (от араб. تَسْبِيح‎) — произнесение формулы «субха́н-Алла́х» (سُبْحَانَ ٱللَّٰهِ‎ — «пречист Аллах», «свят Аллах» или «хвала Аллаху») и молитва с повторением этой формулы. «Тасбихом» также называются чётки (субха) и их перебирание. В повседневной жизни мусульмане употребляют тасбих при выражении эмоциональных реакций (восхищение, страх, энергичное отрицание дурного поступка или намерения).

## Употребление
О необходимости произнесения тасбиха говорится в 44-м аяте суры Аль-Исра («Ночной перенос»). Всего в Коране около ста раз встречаются производные формы от корня слова «тасбих».
Тасбих употребляется в различных молитвах (намазах или зикрах). В конце каждого намаза тасбих повторяется 33 раза вместе со словами аль-Хамду ли-Ллях (тахмид) и Аллаху акбар (такбир). Для того чтобы не сбиться со счёта в начале истории ислама счёт каждого слова в зикре вёлся на фалангах пальцев руки. Позднее, с этой целью стали применяться чётки, которые также называются «тасбихами».
По мнению исламских богословов, формула тасбиха означает отрицание наличия у Аллаха какого-либо сотоварища (ширк) или какой-либо неспособности, слабости. Оно также означает святость, пречистость и абсолютное величие Аллаха.
«Тасбихом» также называется суннат-намаз, совершаемый для раскаяния в совершённом грехе для просьбы о прощении у Аллаха. В этом четырёхракаатном намазе триста раз читается молитва субхана-Ллахи ва-ль-Хамду-ли-Лляхи ва-ля Иляха Илля-Ллаху ва-Ллаху акбар ва-ля хавля ва-ля куввата илла би-Лляхи алийи-ль-азим («Пречист Аллах от всяческих недостатков. Восхваление принадлежит Аллаху. Нет бога кроме Аллаха. Аллах велик. Нет никакого другого обладателя силы и могущества, помимо Аллаха, Всевышнего, Великого»). Мусульманам желательно совершать намаз-тасбих ежедневно, либо еженедельно, либо ежемесячно, либо ежегодно, либо хоть один раз в своей жизни.